# Heinrich Bergmann (Politiker, 1799)
Heinrich Bergmann (* 13. Januar 1799 in Hannover; † 23. April 1887 ebenda) war ein deutscher Offizier, Politiker, Hochschulkurator, Verwaltungsjurist, Konsistorialdirektor, Kultusminister, Geheimer Rat und Beamter.

## Leben
In der durch die Personalunion zwischen Großbritannien und Hannover lange verwaisten Residenzstadt des Kurfürstentums Hannover, die jedoch weiterhin Sitz zahlreicher zentraler Behörden geblieben war, wurde Heinrich Bergmann 1799 als Sohn eines Militärarztes geboren. Er besuchte während der sogenannten „Franzosenzeit“ das hannoversche Lyzeum (das spätere Ratsgymnasium) in Hannover, trat aber noch als Jugendlicher am 27. Mai 1814 als Fähnrich in das 2. Linienbataillon der King’s German Legion ein. Nur wenig später nahm er als einer der jüngsten Offiziere an der Schlacht bei Waterloo teil.
Nachdem Heinrich Bergmann erst 1819 Abschied vom nunmehr Königlich Hannoverschen Militär nahm, begann er in Göttingen an der Georg-August-Universität das Studium der Rechtswissenschaften und legte 1821 seine juristische Staatsprüfung ab. Wenige Jahre später erhielt 1824 eine Festanstellung bei der hannoverschen Domänenkammer.
Nach einer Zeit als Assessor in Wennigsen am Deister wurde er 1831 Hilfsarbeiter im Ministerium zu Hannover und zum Ministrial-Referenten ernannt. 1834 übernahm er unter Philipp Reinecke die 2. Amtsmann-Stelle im Amt Hannover. 1837 wirkte Bergmann als Assessor im Kabinett des Königs.
Bergmann war beteiligt an den Kommunalverfassungen für die hannoverschen Vorstadt-Gemeinden; 1842 zunächst für die Vorstädte Glocksee-Ohe sowie Linden; 1843 dann für die Vorstadt Steintor und die „Aegidientor-Gartengemeinde“.
Unterdessen war Heinrich Bergmann bereits 1842 zum Konsistorialrat in Hannover berufen und im selben Jahr auch zum Mitglied des Hannoverschen Staatsrates ernannt worden.
1844 gründete Bergmann gemeinsam mit Ubbelohde, von Göben, Knocke, Meyer und Bödeker die Volksschullehrer-Witwenkasse. 1846 bis 1851 hielt Heinrich Bergmann zahlreiche staatswissenschaftliche Vorträge vor dem seinerzeitigen Kronprinzen und späteren König Georg V.
Während der Revolutionsjahre 1848/49 wurde Heinrich Bergmann ab 1849 Mitglied der Ständeversammlung des Königreichs Hannover, und gehörte dort der zweiten Kammer an. Ende 1853 wurde er zum Kultusminister berufen in das unter Ministerpräsident Eduard Christian von Lütcken neu geschaffene „Ministerium Lütcken“. In dieser Funktion arbeitete Bergmann als Kurator der Universität Göttingen, war unter anderem verantwortlich für die Berufung des bis dahin in Berlin tätigen Mathematikers Peter Gustav Lejeune Dirichlet als Nachfolger des 1855 verstorbenen Carl Friedrich Gauß. Ebenfalls 1855 schied Bergmann – mit dem Titel „Geheimer Rat“ – aus der Regierung aus.
Im Folgejahr 1856 wurde Heinrich Bergmann als Nachfolger des verstorbenen von Derschau zum Direktor des hannoverschen Konsistoriums berufen – konnte als solcher jedoch „[...] den Katechismusstreit von 1862 nicht verhindern.“
Ende 1866 wurde Heinrich Bergmann in den Ruhestand verabschiedet.
Insgesamt wohnte Bergmann 60 Jahre in dem ihm von seinem Schwiegervater geschenkten Hause an der Langen Laube, bevor er 1887 starb.

## Bergmannstraße
Heinrich Bergmann hatte ein eigenes Wohnhaus in der Straße Lange Laube. Deshalb wurde die posthum 1888 angelegte Bergmannstraße, wo Bergmann auch ein eigenes Grundstück besaß, als Verbindung zur Escherstraße im heutigen Stadtteil Mitte nach dem Königlich Hannoverschen Minister benannt.

## Schriften (Auswahl)
- 1868 verfasste Heinrich Bergmann eine maschinenschriftliche Autobiographie.[2]